# Dicella
A Dicella a Malpighiales rendjébe és a malpighicserjefélék (Malpighiaceae) családjába tartozó nemzetség.

## Rendszerezés
A nemzetségbe az alábbi 7 faj tartozik:
- Dicella aciculifera W.R.Anderson
- Dicella bracteosa (A.Juss.) Griseb.
- Dicella conwayi Rusby
- Dicella julianii (J.F.Macbr.) W.R.Anderson
- Dicella macroptera A.Juss.
- Dicella nucifera Chodat
- Dicella oliveirae M.W.Chase